# Lekneno
Lekneno je vesnice v Chorvatsku v Záhřebské župě, spadající pod opčinu města Velika Gorica. Nachází se v oblasti Turopolje, asi 8 km severovýchodně od města Velika Gorica a 16 km jihovýchodně od centra Záhřebu. V roce 2021 zde žilo 350 obyvatel, což je pokles oproti roku 2011, kdy zde žilo 383 obyvatel ve 104 domech.
Leknenem prochází župní silnice Ž3069, která jej spojuje s Črnkovcem a Strmcem Bukevskim. Severně od Leknena se nachází osada Trnje.

## Vývoj počtu obyvatel
| 1857                                                   | 1869 | 1880 | 1890 | 1900 | 1910 | 1921 | 1931 | 1948 | 1953 | 1961 | 1971 | 1981 | 1991 | 2001 | 2011 | 2021 |
| ------------------------------------------------------ | ---- | ---- | ---- | ---- | ---- | ---- | ---- | ---- | ---- | ---- | ---- | ---- | ---- | ---- | ---- | ---- |
| 156                                                    | 165  | 167  | 172  | 199  | 234  | 189  | 217  | 236  | 229  | 224  | 201  | 213  | 197  | 373  | 383  | 350  |
| zdroj: sčítání lidu v Chorvatské republice 1857 - 2021 |      |      |      |      |      |      |      |      |      |      |      |      |      |      |      |      |

## Sousední sídla
| Růžice kompasu | Šćitarjevo   | Trnje   |                 | Růžice kompasu |
| Růžice kompasu | Črnkovec     | Sever   | Strmec Bukevski | Růžice kompasu |
| Růžice kompasu | Črnkovec     | Lekneno | Strmec Bukevski | Růžice kompasu |
| Růžice kompasu | Črnkovec     | Jih     | Strmec Bukevski | Růžice kompasu |
| Růžice kompasu | Lazina Čička |         |                 | Růžice kompasu |